# Castel Urstein
Castel Urstein (Schloss Puchstein in tedesco) si trova nel comune austriaco di Puch bei Hallein nel Distretto di Hallein appartenente al Land Salisburghese e la sua storia inizia nel XV secolo anche se alcune fonti la anticipano al XII secolo.

## Storia

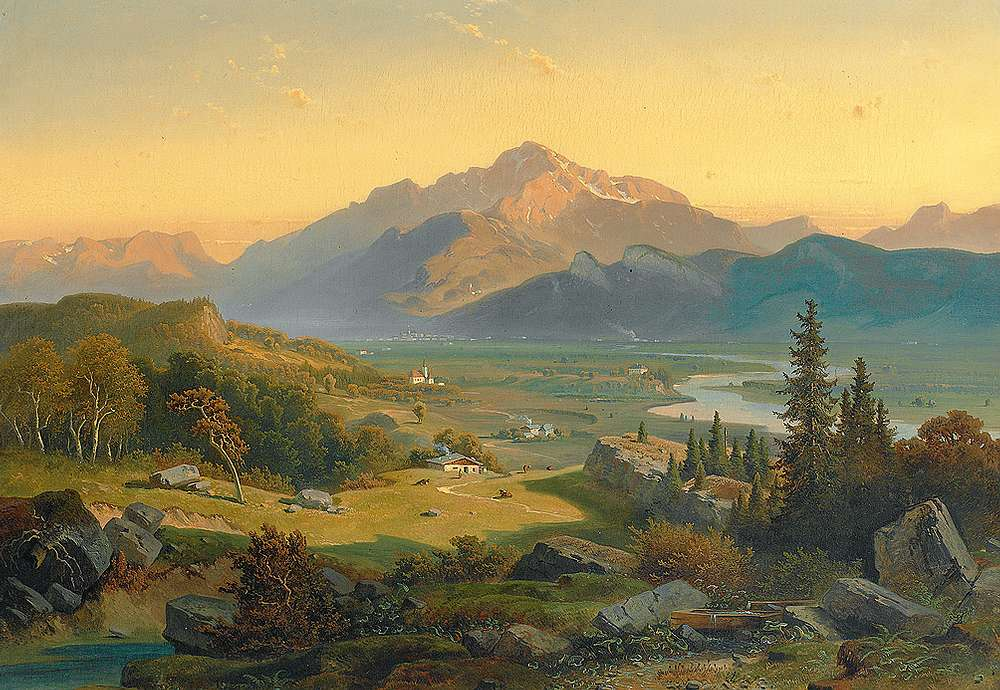
Paesaggio serale estivo nella valle del Salzach con vista su Rossfeld e Hoher Göll. Olio su tela del XIX secolo

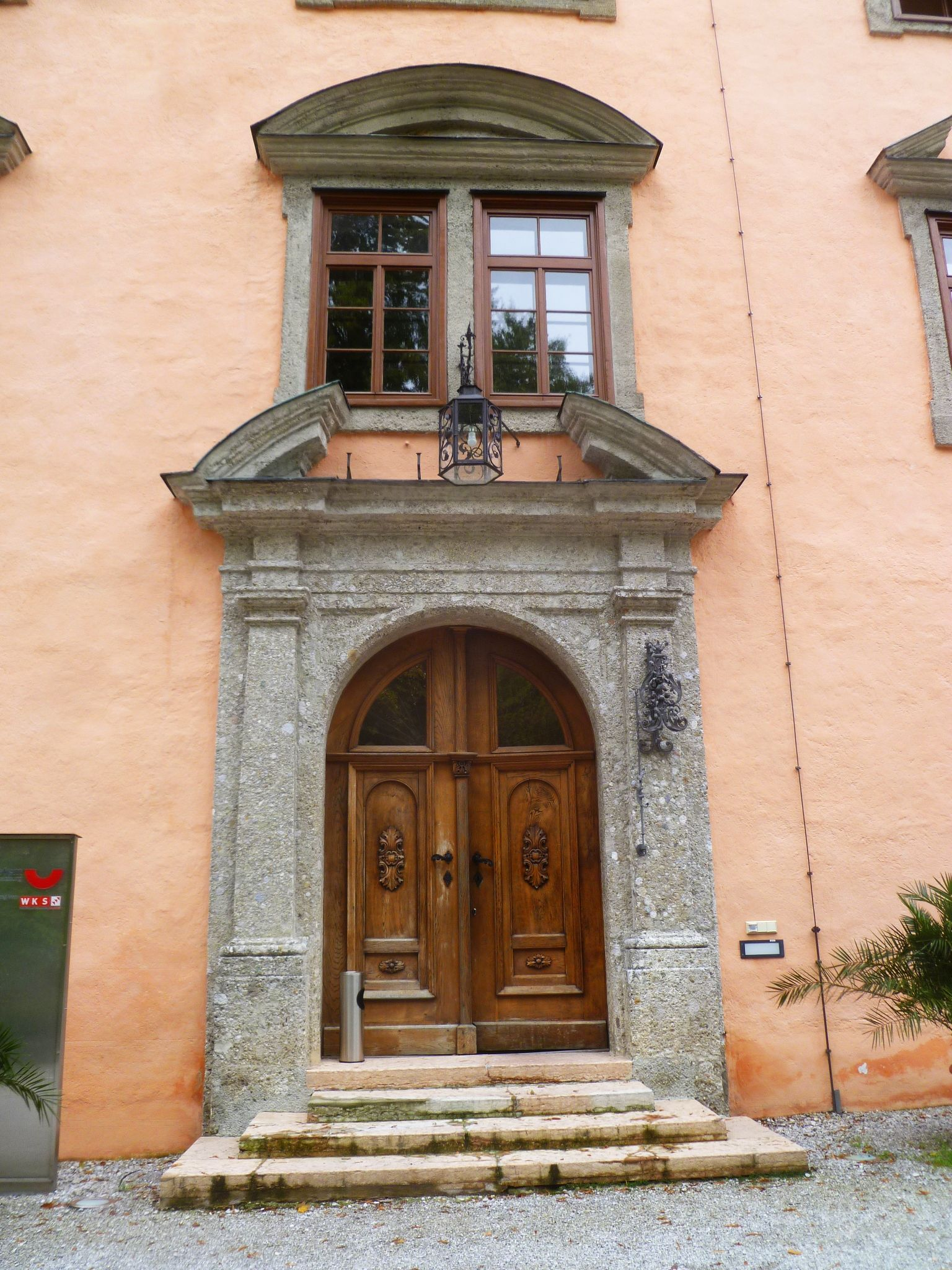
Portale di accesso sulla facciata principale

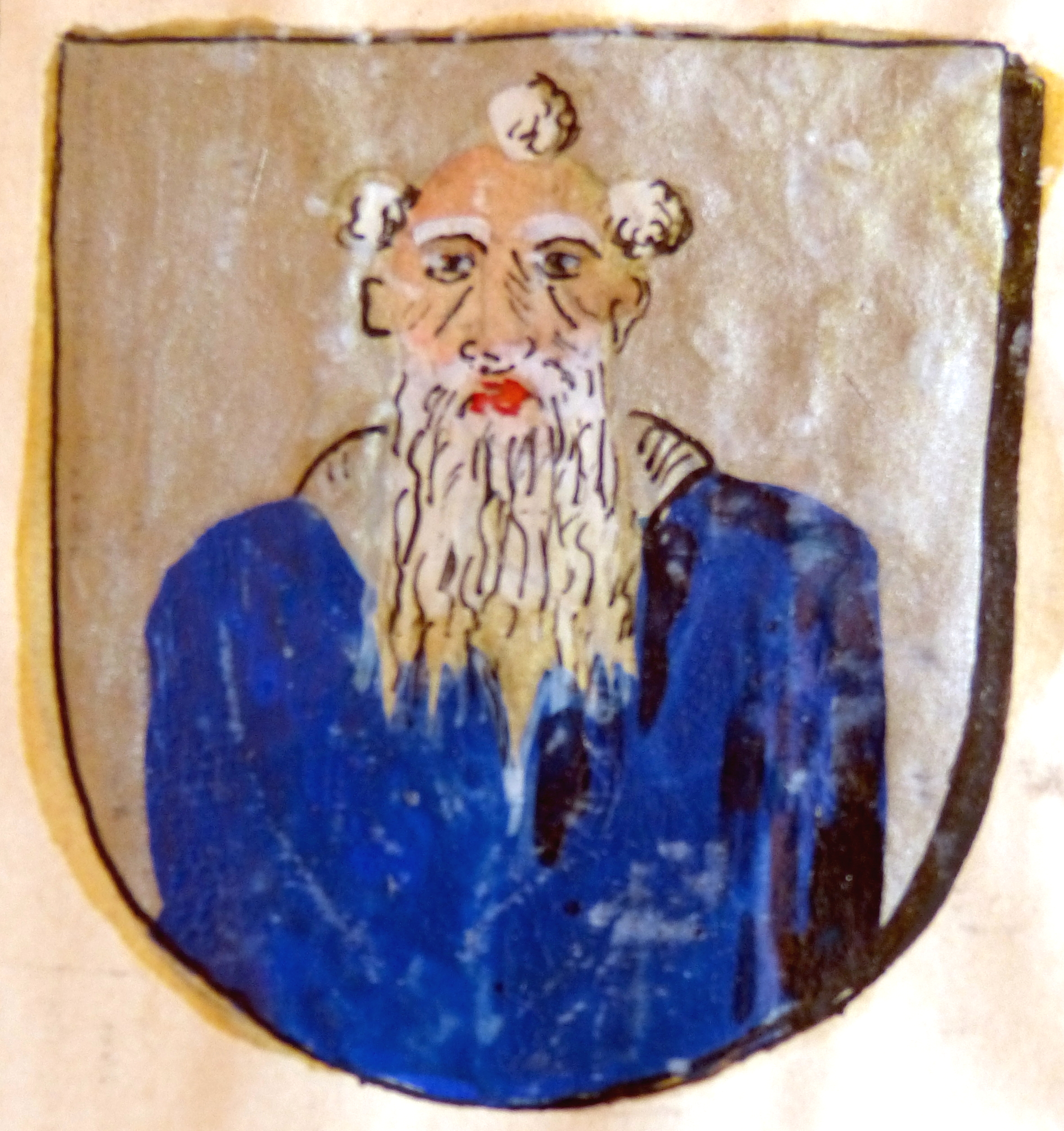
Stemma della famiglia Altmann zu Urstein. Miniatura del conte Ernst Sprinzenstein realizzata attorno al 1890

La prima citazione del feudo Urstan, legato all'arcidiocesi di Salisburgo, risale al 1151 ed è collegato al signore locale Babo von Teisendorf ma non vi è la certezza che in quel momento il castello fosse quello che ci è pervenuto. Il primo dato certo che riferisce del proprietario del maniero risale al 1461, e il signore citato è Lienhart Golser. Poco dopo passò probabilmente alla famiglia Diether von Urstein di Hallein, che fino alla seconda metà del XVI secolo fornì più volte funzionari di alto rango per l'arcivescovado locale. Nel 1530 il diritto feudale passò a Paul Altmann e nel 1614 l'allora proprietario Victor Christalnigg iniziò a farsi chiamare zu Urstein. Nel 1618 la proprietà passò al consigliere della Camera della Bassa Austria Veit Matthias Spindler e nel 1633 sua figlia andò in sposa a Franz Dückher von Haslau, storico tra i più importanti del paese e noto per aver pubblicato nel 1666 la Saltzburgische Chronica. Alla sua morte la famiglia fu elevata al rango di barone e nel 1679 la baronessa Maria Clara Freiin von Dückher ottenne il permesso di costruire accanto al castello un oratorio. Nel 1701 il figlio Alfons ricostruì quasi completamente l'antico edificio che intanto era divenuto inadatto alle esigenze e le strutture antiche che rimasero furono utilizzate come fattoria. Franz Josef Freiherr von Dückher fece realizzare nel 1752 un grande giardino terrazzato e dal 1767 Johann Nepomuk Freiherr von Dückher ebbe l'incarico di comandante dell'Ordine dei Cavalieri di San Ruperto di Salisburgo. Sino al 1837 il diritto feudale rimase alla famiglia e poi venne ceduto ad Anselm Freiherr von Imhof e dopo di questi al conte Philipp Boos-Waldeck e poi a Georg Kuhlmann che mantenne il castello, coi suoi disendenti, sino alla fine del XX secolo. Nel 2002 è stato venduto alla fondazione privata Akademie Schloss Urstein che lo ha completamente ristrutturato e lo utilizza come sede dell'istituto tecnico locale. Inoltre l'edificio ospita seminari nei settori del tempo libero, del turismo, della cultura e dello sport.

## Descrizione
Il castello, in stile barocco è situato su una collina tra il fiume Salzach e l'autostrada a nord est del comune austriaco di Puch bei Hallein nel Distretto di Hallein appartenente al Land Salisburghese. L'edificio si presenta intonacato e si sviluppa su tre piani con pianta rettangolare. Le facciate mostrano robuste lesene angolari reggenti il cornicione sporgente a gradoni. Le finestre dei due piani superiori sono solitamente più elaborate ma soltanto quelle della facciata principale a nord hanno cornici sormontare da parziali frontoni . Il grande portale con arco a tutto sesto è incorniciato da due lesene in marmo Adnet ed è sormontato da due ordini di finestre a bifora. Le due facciate laterali hanno ciascuna cinque assi di finestre. Sul lato est si trova un ingresso secondario al quale si accede tramite una piccola scala. La copertura del tetto è a due falde e sui lati nord e sud emergono due grandi abbaini. Anticamente era presente la cappella gentilizia, poi profanata, nell'angolo sud-ovest del pianterreno della parte più antica che conserva stanze dai soffitti a stucco settecenteschi. Attorno c'è un parco all'inglese con la notevole fontana a forma di cappella sul lato occidentale del cortile. La Fondazione privata Akademie Schloss Urstein, che è stata fondata nel dicembre 2002, gestisce l'intera struttura e non ha fini di lucro. Il consiglio di fondazione è composto da tre membri e il presidente del consiglio di amministrazione della fondazione è il presidente della Camera di commercio.

### Bene architettonico tutelato
Castel Urstein dal 1993 è un monumento posto sotto tutela col numero 4976 da parte della Repubblica austriaca.